# Simocarcinus pusillus
Simocarcinus pusillus is een krabbensoort uit de familie van de Epialtidae. De wetenschappelijke naam van de soort is voor het eerst geldig gepubliceerd in 1889 door Cano.